# Kurt Lindemann
Kurt Lindemann (* 31. Juli 1901 in Berlin; † 9. April 1966 in Heidelberg) war ein deutscher Orthopäde, Hochschullehrer und Rektor der Ruprecht-Karls-Universität Heidelberg.

## Leben
Der Sohn eines Berliner Facharztes für Orthopädie studierte von 1920 bis 1926 an der Friedrich-Wilhelms-Universität zu Berlin und der Eberhard Karls Universität Tübingen Medizin. In Berlin schloss er sich der Landsmannschaft Guilelmia an und in Tübingen wurde er Mitglied der Landsmannschaft Ulmia. 1926 wurde er in Berlin promoviert. Als Assistenzarzt war Lindemann an der Orthopädischen Abteilung der Chirurgischen Klinik in Kiel tätig, deren Leitung ihm 1930 übertragen wurde. 1932 erfolgte dort die Habilitation für Orthopädie.
Zum 1. Mai 1933 trat Lindemann der NSDAP bei (Mitgliedsnummer 2.734.399). 1936 übernahm der die Leitung der Orthopädischen Heil- und Lehranstalt Annastift in Hannover, bei der er bis 1954 als ärztlicher Leiter tätig war. 1938 übernahm er zudem einen Lehrauftrag für Chirurgie und Orthopädie an der Georg-August-Universität Göttingen, wo 1940 die Ernennung zum Extraordinarius erfolgte. Während des Zweiten Weltkrieges wurde er als Sanitätsoffizier eingesetzt. 1953 gliederte er dem Annastift eine Schule für Beschäftigungstherapie an. Im Jahr darauf lehnte er den Ruf der Ludwig-Maximilians-Universität München ab und nahm den nach Heidelberg an, wo er Ordinarius für Orthopädie wurde. 1956 wurde er außerdem zum Ärztlichen Direktor der Orthopädischen Universitätsklinik berufen. 1957 war er Dekan der medizinischen Fakultät in Heidelberg, sowie 1963/64 Rektor der Universität.  1960 wurde er in die Deutsche Akademie der Naturforscher Leopoldina gewählt. Die Mitgliederversammlung der Deutschen Vereinigung für Rehabilitation wählte Lindemann im Dezember 1954 zum Vorsitzenden als Nachfolger von Georg Hohmann. Auf Initiative Lindemanns wurde 1962 die an die Tradition von Konrad Biesalskis Zeitschrift für Krüppelfürsorge anknüpfende, alle Fragen der medizinischen, schulisch-beruflichen sowie sozialen Eingliederung thematisierende Zeitschrift Die Rehabilitation ins Leben gerufen. In ihrer Funktion als wissenschaftliche Plattform und Publikationsorgan der Vereinigung sollten darin nicht nur Fachleute aus den unterschiedlichen Arbeitsbereichen, sondern auch Betroffene selbst zu Wort kommen.

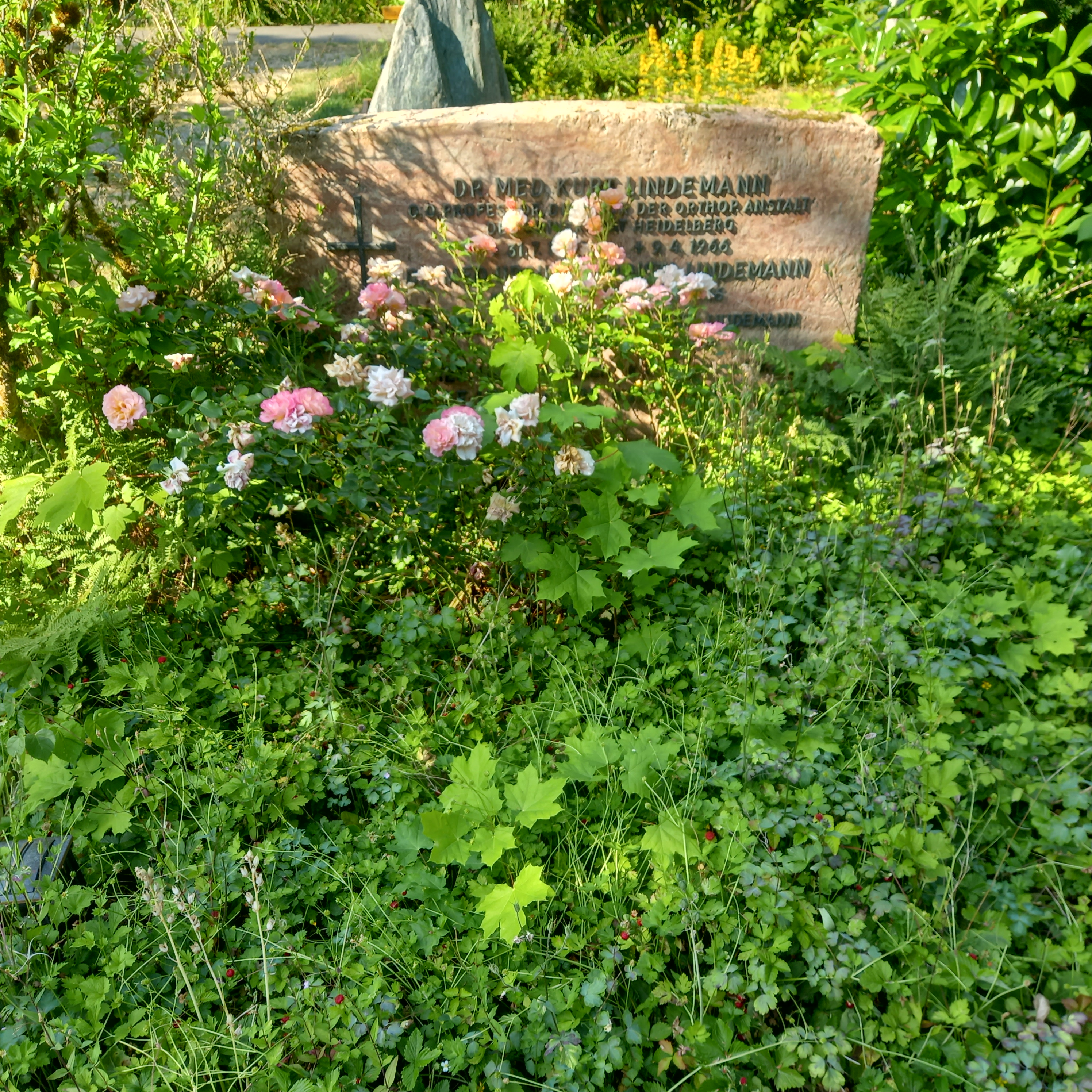
Familiengrab Kurt Lindemann, Neuer Friedhof Schlierbach in Heidelberg (2023)

## Veröffentlichungen
- mit Hans Kuhlendahl: Die Erkrankungen der Wirbelsäule. Enke, Stuttgart 1953.
- mit Georg Hohmann und Matthias Hackenbroch: Handbuch der Orthopädie, 4 Bände. Thieme, Stuttgart 1957–1962.
- mit Hede Teirich-Leube und Wolfgang Heipertz: Lehrbuch der Krankengymnastik bei inneren Erkrankungen. Thieme, Stuttgart 1958.
- 50 Jahre Körperbehindertenfürsorge in Deutschland. Gedenkschrift anlässlich des 50-jährigen Bestehens der Deutschen Vereinigung zur Förderung der Körperbehindertenfürsorge. Thieme, Stuttgart 1960.
- Die infantilen Zerebralparesen. Thieme, Stuttgart 1962.